# Berezovca, Nemîriv
Berezovca (în ucraineană Березівка, transliterat: Berezivka) este un sat în comuna Velîka Bușînka din raionul Nemîriv, regiunea Vinnița, Ucraina.

## Demografie
Componența lingvistică a localității Berezovca
     Ucraineană (100%)
Conform recensământului din 2001, toată populația localității Berezovca era vorbitoare de ucraineană (100%).